# لوسین هابرد
لوسین هابرد (انگلیسی: Lucien Hubbard؛ ۲۲ دسامبر ۱۸۸۸ – ۳۱ دسامبر ۱۹۷۱) فیلم‌نامه‌نویس، کارگردان و تهیه‌کننده اهل ایالات متحده آمریکا بود. وی بین سال‌های ۱۹۱۷ تا ۱۹۴۳ میلادی فعالیت می‌کرد.
وی همچنین برنده جوایزی همچون جایزه اسکار بهترین فیلم به عنوان تهیه‌کننده برای فیلم بال‌ها در اولین دوره این مراسم شده است.

## فیلم‌شناسی
- Terror of the Range (۱۹۱۹) (نویسنده)
- The Climbers (۱۹۱۹) (نویسنده)
- Outside the Law (۱۹۲۰) (نویسنده)
- آبرو (۱۹۲۱) (نویسنده)
- روباه (۱۹۲۱) (نویسنده)
- دام (۱۹۲۲) (نویسنده)
- The Thundering Herd (۱۹۲۵) (نویسنده)
- بال‌ها (۱۹۲۷) (تهیه‌کننده)
- Rose-Marie (۱۹۲۸) (کارگردان)
- جزیره اسرارآمیز (1929) (director, نویسنده)
- Smart Money (۱۹۳۱) (نویسنده)
- The Squaw Man (۱۹۳۱) (نویسنده)
- The Star Witness (۱۹۳۱) (نویسنده)
- The Women in His Life (۱۹۳۳) (تهیه‌کننده)
- Lazy River (۱۹۳۴) (تهیه‌کننده و نویسنده)
- Murder in the Private Car (۱۹۳۴) (تهیه‌کننده)
- Kind Lady (۱۹۳۵) (تهیه‌کننده)
- گروه موسیقی وارد می‌شود (۱۹۳۵)
- سرعت (۱۹۳۶) (تهیه‌کننده)
- A Family Affair (۱۹۳۷) (تهیه‌کننده)
- Gung Ho! (۱۹۴۳) (نویسنده)